# Seius Sallustius
Lucius Seius Herennius Sallustius (gestorven 227) was een Romeins usurpator. Hij was een zoon van Seius (geb. ca 155) en diens echtgenote Herennia Orbiana, die rond 160 n.Chr. werd geboren. Via vaderskant was hij een kleinzoon van Publius Seius Fuscianus.
Sallustius was de schoonvader van keizer Alexander Severus. Hij werd verheven tot de rang van Caesar, waarschijnlijk toen zijn dochter Sallustia Orbiana in 225 met Alexander in het huwelijk trad. In 227 deed hij een poging zijn keizerlijke schoonzoon te vermoorden. Dit mislukte echter. Seius Herennius Sallustius werd vervolgens geëxecuteerd. Zijn dochter werd naar Libië verbannen.

## Externe bron
- (en)  Benario, Herbert W., "Alexander Severus (A.D. 222-235)", De Imperatoribus Romanis